# Agios Stéfanos Episképseos
Agios Stéfanos Episképseos (Agios Stefanos Episkepseos) är en ort i Grekland.   Den ligger i prefekturen Nomós Kerkýras och regionen Joniska öarna, i den västra delen av landet, 400 km nordväst om huvudstaden Aten. Agios Stéfanos Episképseos ligger 57 meter över havet och antalet invånare är 205. Den ligger på ön Korfu.
Terrängen runt Agios Stéfanos Episképseos är kuperad åt sydost, men norrut är den platt. Havet är nära Agios Stéfanos Episképseos norrut. Runt Agios Stéfanos Episképseos är det ganska tätbefolkat, med 90 invånare per kvadratkilometer. Närmaste större samhälle är Agios Georgis, 12,0 km sydväst om Agios Stéfanos Episképseos. I omgivningarna runt Agios Stéfanos Episképseos växer i huvudsak blandskog.